# Tricentrus nigra
Tricentrus nigra är en insektsart som beskrevs av Kato 1928. Tricentrus nigra ingår i släktet Tricentrus och familjen hornstritar. Inga underarter finns listade i Catalogue of Life.